# 寺園勝志
寺園 勝志（てらぞの かつし、1901年7月25日 - 1998年2月11日）は日本の政治家、元官僚。鹿児島県知事や南日本放送会長を務めた。

## 来歴・人物
1901年、姶良郡栗野村（のちの栗野町、現在の湧水町栗野地域）出身。旧制鹿児島県立第一鹿児島中学校を経て東京帝國大学（現・東京大学）を卒業。
内務官僚となり 、厚生省部長、鹿児島県経済部長、同県副知事などを経て、1955年から鹿児島県知事を3期12年務めた。在任中、戦後の混乱で厳しい財政の中で農業振興や交通・通信の整備に尽力し、大隅半島の広大なシラス台地である笠野原台地に大規模灌漑で農業用水を提供する土地改良事業をおこなった。退任後は南日本放送会長を1996年まで務めた。
また、右目の視力がほとんどなく左耳も難聴という障害を抱えてていたこともあって福祉に関心が高く、鹿児島県社会福祉協議会の会長を24年間務めた。1998年2月11日、肺炎のため96歳で逝去。